# Нова-Сажина (гмина)
Но́ва-Сажи́на (пол. Nowa Sarzyna) — городско-сельская гмина (волость) в Польше, входит как административная единица в Лежайский повет, Подкарпатское воеводство. Население — 21 549 человек (на 2004 год).

## Демография
| Перепись                       | Всего   | Всего | Женщины | Женщины | Мужчины | Мужчины |
| ------------------------------ | ------- | ----- | ------- | ------- | ------- | ------- |
| Единицы                        | человек | %     | человек | %       | человек | %       |
| Население                      | 21 549  | 100   | 10 878  | 50,5    | 10 671  | 49,5    |
| Плотность населения (чел./км²) | 149,1   | 149,1 | 75,3    | 75,3    | 73,8    | 73,8    |

## Сельские округа
1. Ельна
2. Ельна-Юдашувка
3. Лентовня
4. Лентовня-Госцинец
5. Лукова
6. Майдан-Лентовски
7. Руда-Ланьцуцка
8. Сажина
9. Тарногура
10. Воля-Жарчицка
11. Вулька-Лентовска

## Соседние гмины
1. Гмина Ежове
2. Гмина Камень
3. Гмина Кшешув
4. Гмина Лежайск
5. Лежайск
6. Гмина Соколув-Малопольски

## Известные уроженцы
- Толпа, Станислав (1901—1996) — польский учëный-ботаник, педагог, профессор, член Польской академии наук.